# بيتر هووك
بيتر هووك (بالإنجليزية: Peter Hook)‏ هو كاتب سير ذاتية وعازف قيثارة بريطاني، ولد في 13 فبراير 1956 في سالفورد في المملكة المتحدة.

## وصلات خارجية
- بيتر هووك على موقع IMDb (الإنجليزية)
- بيتر هووك على موقع الموسوعة البريطانية (الإنجليزية)
- بيتر هووك على موقع ألو سيني (الفرنسية)
- بيتر هووك على موقع ميوزك برينز (الإنجليزية)
- بيتر هووك على موقع رولينغ ستون (الإنجليزية)
- بيتر هووك على موقع أول موفي (الإنجليزية)
- بيتر هووك على موقع قاعدة بيانات برودواي على الإنترنت (الإنجليزية)
- بيتر هووك على موقع قاعدة بيانات الأفلام السويدية (السويدية)
- بيتر هووك على موقع إن إن دي بي (الإنجليزية)
- بيتر هووك على موقع أول ميوزيك (الإنجليزية)